# Joseph Shi Hongchen
Joseph Shi Hongchen CM (chiń. 石洪臣; ur. 27 lutego 1928 w Wu Qing, zm. 3 marca 2005 w Tiencinie) – chiński duchowny rzymskokatolicki, lazarysta, rzymskokatolicki biskup pomocniczy diecezji tiencińskiej oraz patriotyczny biskup tienciński, ofiara prześladowań komunistycznych.

## Biografia

### Młodość i prezbiteriat
W latach 1940–1947 uczył się w niższym seminarium duchownym. W 1949 wstąpił do Zgromadzenia Księży Misjonarzy oraz do wyższego seminarium duchownego, które ukończył w 1954. 11 sierpnia 1957 przyjął święcenia prezbiteriatu i został kapłanem swojego zgromadzenia.
W 1958, gdy nasiliły się antyreligijne prześladowania, został aresztowany i wysłany do pracy w fabryce tworzyw sztucznych. W latach 1966–1979 był więźniem, m.in. obozu pracy. Po zwolnieniu rozpoczął pracę duszpasterską w diecezji tiencińskiej.

### Episkopat
11 sierpnia 1982 w Tiencinie, w jedności z papieżem Janem Pawłem II, potajemnie przyjął sakrę biskupią z rąk podziemnego biskupa tiencińskiego Stephena Li Side i został biskupem pomocniczym diecezji tiencińskiej. Jego sakra nie została uznana przez rząd w Pekinie.
Był aresztowany za odprawienie nabożeństwa w parku publicznym.
Później wstąpił do Kościoła oficjalnego i w 1992 z nominacji Patriotycznego Stowarzyszenia Katolików Chińskich otrzymał stanowisko biskupa tiencińskiego. Nominacja ta nastąpiła bez zgody papieża i nigdy nie została uznana przez Stolicę Apostolską. 27 maja 1992 sub conditione ponownie przyjął sakrę biskupią z rąk nieznanego konsekratora. W 1992 udzielił wywiadu zagranicznym mediom, w którym pokreślił, że przed przystąpieniem do wspólnoty oficjalnej, jasno zakomunikował chińskim władzom, że uznaje prymat papieża i że będzie kierował diecezją zgodnie z doktryną Kościoła katolickiego.
Uznany przez Watykan, podziemny biskup tienciński Stephen Li Side, w tym samym roku został zesłany przez komunistyczne władze do górskiej wsi ok. 100 km od Tiencinu, gdzie do śmierci przetrzymywany był w areszcie domowym. Obaj biskupi po 1992 spotkali się tylko raz w 2004.
W 2001 bp Shi doznał udaru mózgu, po którym poruszał się na wózku inwalidzkim i był pod opieką siostrzeńca. Antybiskupem tiencińskim był do śmierci 3 marca 2005. Pochowany został w katedrze św. Józefa w Tiencinie.

## Życie prywatne
Należał do 10. pokolenia rodu Shi, założonego przez konwertytę, który po wygnaniu przez rodzinę, nieakceptującej jego chrztu, osiedlił się w Tiencinie. Z rodu tego pochodziło ponad 20 księży i 10 zakonnic. Jego kuzynem był Melchior Shi Hongzhen – podziemny biskup koadiutor Tiencinu, a następnie podziemny biskup tienciński.